# 纽维尔 (阿拉巴马州)
纽维尔（英文：Newville），是美国阿拉巴马州下属的一座城市。面积约为4.02平方英里（约合10.41平方公里）。根据2010年美国人口普查，该市有人口539人，人口密度为134.15/平方英里（约合51.78/平方公里）。